# 42355 Typhon
42355 Typhon tidigare känd som 2002 CR46 är ett binärt objekt i Kuiperbältet. Objektet hittades 2002 av NEAT vid Palomar-observatoriet. Typhon har sitt perihelium innanför Uranus omloppsbana och har därför även blivit klassificerad som centaur-lik och på grund av sin utsträckta bana för en Scattered disc. Objekt av denna typ löper stor risk att på längre sikt påverkas av någon av gasjättarna och få en ny bana i solsystemet.

## Echidna (måne)
Typhons följeslagare upptäcktes 20 januari 2006 av K. Noll, W. Grundy, D. Stephens och H. Levison med hjälp av rymdteleskopet Hubble. Avståndet till Typhon är 1 330 ± 130 km. Omloppstiden bedöms till cirka 11 d. Diametern är 78 ± 8 km.

## Benämning
Typhon och hans maka och syster Echidna har fått sina namn från monster inom den grekiska mytologin.